# Churchill-klubben
Churchill-klubben eller Churchill-gruppen var den første af Danmarks organiserede sabotagegrupper under den tyske besættelses af Danmark fra 1940 til 1945.
De fleste af gruppens medlemmer var skoleelever fra Aalborg Katedralskole. Medlemmerne af Churchill-klubben var desuden medlemmer af Konservativ Ungdom i Aalborg. Gruppen blev stiftet på initiativ af brødrene Knud og Jens Pedersen.:157
Gruppen bestod af otte drenge mellem 14 og 17 år samt tre unge mænd mellem 20 og 26 år. Churchill-klubbens tilholdssted var Helligåndsklosteret i Aalborg.
De unge var frustrerede over, at de voksne ikke gjorde modstand, og de valgte derfor selv at begynde. "De voksne ville jo ikke gøre modstand. Derfor måtte vi gøre det!" har medlem af gruppen Knud Pedersen (Fluxus) udtalt.
I foråret 1942 udførte gruppen 25 mindre aktioner, inden gruppens medlemmer blev anholdt den 18. maj. Aktionerne som gruppen havde udført bestod mest i ildspåsættelse, hærværk og våbentyverier. Gruppen ødelagde flere tyske vejskilte og malede graffiti med antinazistiske slogans.
Efter afsløringen blev de indsat i arresten i Aalborg. Gruppen fortsatte trods indespærring med at aktionere, ved at save tremmegitteret over. Medlemmer af gruppen slap ud og vendte tilbage til arresten 19 gange, før de blev genkendt og afsløret af nogle tyske soldater under en luftalarm.
Efter afsløringen af de illegale aktiviteter, blev udbryderne stillet for en tysk krigsret, hvor de ældste af udbryderne, Alf Houlberg og Knud Hornbo blev idømt henholdsvis 15 og 10 års fængsel, som skulle afsones i et tysk fængsel/tugthus.
Efter afsoningen af omkring seks måneder i tysk fængsel blev Alf Houlberg og Knud Hornbo ved de danske myndigheders hjælp fragtet hjem til Danmark igen fra Tyskland, de fortsatte afsoningen i Horsens Statsfængsel. De øvrige dømte blev indsat til afsoning i Nyborg Statsfængsel under lempelige forhold, blandt andet fik de mulighed for at færdiggøre deres uddannelse i fængslet.
Gruppen blev under anden verdenskrig inspiration for tegneserien Boy Saboteurs i det amerikanske drengeblad Red Goose Magazine. Gruppen medvirkede til at andre unge i Danmark dannede grupper med samme mål, blandt andre Royal Air Force-klubben i Odense, der skulle have haft forbindelse med de unge i Aalborg.
Churchill-klubbens mest aktive medlemmer gik alle på Aalborg Katedralskole, og de kom fra stabile borgerlige hjem. Det er en afgørende forskel fra de senere, centralt organiserede modstandsgrupper, der til at begynde med overvejende bestod af DKP-medlemmer. Da den første organiserede sabotageorganisation KOPA/BOPA udvidede sine aktioner, var det netop med medlemmer fra grupper af unge studerende og gymnasiaster, på den måde blev gruppen et symbol for andre, om at modstanden måtte føres af de unge.
Churchill-klubben mødte Winston Churchill, som gruppen er opkaldt efter, i KB Hallen i 1950, da han var på officielt besøg i Danmark. Det var første gang gruppen mødtes efter krigen; Helge Milo følte sig overset af Churchill mens Knud Pedersen oplevede det som "uforglemmeligt" af se ham i øjnene.:160
I Danmark er historien om Churchill-klubben bedst kendt gennem filmen Drengene fra Sankt Petri instrueret af Søren Kragh-Jacobsen efter Bjarne Reuters roman af samme navn. Filmen afviger fra de virkelige hændelser, der skildres af Knud Pedersen i Bogen om Churchill-klubben. Knud Pedersen havde indledningsvist været involveret i filmen, men afbrød under vejs samarbejdet, og filmen endte med at omhandle en gruppe et andet sted og på et senere tidspunkt.:161

## Medlemmer af Churchill-gruppen
Gruppen havde følgende medlemmer:
- Alf Houlberg[1]:158
- Børge Ollendorf
- Eigil Astrup-Frederiksen, siden Eigil Foxberg[1]:158
- Hans Uffe Darket[1]:158
- Helge Milo (Petersen)[1]:158[3]
- Jens Bue Pedersen[1]:157
- Kaj Houlberg
- Knud Andersen Hornbo
- Knud Pedersen[1]:157
- Mogens Fjellerup
- Mogens Mikael Thomsen